# Da'Shawn Thomas
Da'Shawn Thomas (Newport, 31 agosto 1987) è un ex giocatore di football americano statunitense, che ha giocato come runningback.
Entra nel roster dei Toronto Argonauts nel 2008, ma non entra fra i membri attivi; nel 2010 si iscrive all'università in Canada per poter partecipare al draft NFL, ma le squadre statunitensi non lo selezionano.

## Palmarès
- 1 Mondiale (2011)